# Премія Муз-ТВ
Премія Муз-ТВ  (рос. Премия Муз-ТВ) — одна з найголовніших щорічних церемоній музичних нагород Росії. Була заснована телеканалом Муз-ТВ та проводиться щорічно з 2003 року.

## Місце проведення
Традиційно церемонія щорічно проводиться в червні  у Москві, в спортивному комплексі «Олімпійський».
5 червня 2015 року вперше за історію існування премія пройшла за межами Росії, а саме в столиці Казахстана — Астані., на стадіоні «Астана Арена», який вміщує 35 тис. глядачів. На ній найкращим артистом Казахстану був визнаний Кайрат Нуртас.

## Виробництво статуеток

Логотип каналу Муз-ТВ, який розміщений на статуетці

Дизайном нагороди займається агентство Art4you. Нагорода премії являє собою срібну тарілку з золотим яблуком у вигляді земної кулі. Починається все з виготовлення тарілки шляхом видавлювання з листа латуні. Для цього прикріплюють оснащення в формі майбутньої тарілки і ставлять її на верстат. Потім лист латуні продавлюється таким чином, щоб він повторював форму оснащення.
Напис на тарілці робиться за допомогою піскоструменевого обладнання. Для того, щоб на тарілці з'явився матовий текст, її обклеюють плівкою, залишаючи тільки букви. А щоб отримати рельєф у вигляді материків на земній кулі, його витравлюють. Для цього на нього наклеюють плівку у вигляді материків.
Після обробки тарілки піском, технолог акуратно знімає з неї плівку. Після чого полірує тарілку до ідеального блиску. Паралельно з цим витравлюються кулі, на них виходить рельєф у вигляді материків.
Далі тарілка проходить хімічний процес нікелювання. А ось кулі дійсно золоті — після того як їх відполірують до блиску, їх покривають золотом.
На дно тарілки встановлюється диск з логотипом Муз-ТВ, який наноситься на диск-вставку, і номінацією.

## Ведучі
| Ведучі              | Муз-ТВ | Муз-ТВ | Муз-ТВ | Муз-ТВ | Муз-ТВ | Муз-ТВ | Муз-ТВ | Муз-ТВ | Муз-ТВ | Муз-ТВ | Муз-ТВ | Муз-ТВ | Муз-ТВ | Муз-ТВ | Муз-ТВ | Муз-ТВ |
| Ведучі              | 2003   | 2004   | 2005   | 2006   | 2007   | 2008   | 2009   | 2010   | 2011   | 2012   | 2013   | 2014   | 2015   | 2016   | 2017   | 2018   |
| Аврора              |        |        |        |        |        |        |        |        |        |        |        |        |        |        |        |        |
| Лера Кудрявцева     |        |        |        |        |        |        |        |        |        |        |        |        |        |        |        |        |
| Оскар Кучера        |        |        |        |        |        |        |        |        |        |        |        |        |        |        |        |        |
| Андрій Малахов      |        |        |        |        |        |        |        |        |        |        |        |        |        |        |        |        |
| Маша Малиновська    |        |        |        |        |        |        |        |        |        |        |        |        |        |        |        |        |
| Тіматі              |        |        |        |        |        |        |        |        |        |        |        |        |        |        |        |        |
| Микола Басков       |        |        |        |        |        |        |        |        |        |        |        |        |        |        |        |        |
| Сергій Лазарєв      |        |        |        |        |        |        |        |        |        |        |        |        |        |        |        |        |
| Ксенія Собчак       |        |        |        |        |        |        |        |        |        |        |        |        |        |        |        |        |
| Іван Ургант         |        |        |        |        |        |        |        |        |        |        |        |        |        |        |        |        |
| Вадим Галигін       |        |        |        |        |        |        |        |        |        |        |        |        |        |        |        |        |
| Ольга Шелест        |        |        |        |        |        |        |        |        |        |        |        |        |        |        |        |        |
| Іван Охлобистін     |        |        |        |        |        |        |        |        |        |        |        |        |        |        |        |        |
| Максим Галкін       |        |        |        |        |        |        |        |        |        |        |        |        |        |        |        |        |
| В'ячеслав Манучаров |        |        |        |        |        |        |        |        |        |        |        |        |        |        |        |        |
| Яна Чурікова        |        |        |        |        |        |        |        |        |        |        |        |        |        |        |        |        |
| Рома Жолудь         |        |        |        |        |        |        |        |        |        |        |        |        |        |        |        |        |
| Дмитро Нагієв       |        |        |        |        |        |        |        |        |        |        |        |        |        |        |        |        |
| Анастасія Івлєєва   |        |        |        |        |        |        |        |        |        |        |        |        |        |        |        |        |

## Рекордсмени за кількістю нагород
Рекордсмени по сумарному числу нагород на червень 2018 року:
- Діма Білан — 17 статуеток, з них 7 як «найкращий виконавець».
- «Звірі» (рос. Звери) —11 статуеток, з них 9 як «найкраща рок-група».
- Сергій Лазарєв — 11 статуеток (включаючи дві премії в складі дуету Smash!).
- Філіп Кіркоров — 10 статуеток.
- ВІА Гра — 8 статуеток, з них 4 як «найкраща поп-група».
- МакSим — 7 статуеток.
- «Дискотека Аварія» — 7 статуеток.
- Валерій Меладзе — 7 статуеток, з них 3 як «найкращий виконавець» і 3 за «кращий дует».
- Тіматі — 7 статуеток.

#### Найбільше премій за один рік
| Ім'я артиста         | Кількість нагород | Рік премії |
| -------------------- | ----------------- | ---------- |
| МакSим               | 4                 | 2008       |
| «Звірі» (рос. Звери) | 3                 | 2005       |
| T.A.T.u.             | 3                 | 2006       |
| Діма Білан           | 3                 | 2007       |
| Жанна Фріске         | 3                 | 2007       |
| Тіматі               | 3                 | 2010       |
| Філіп Кіркоров       | 3                 | 2012       |

## Українські виконавці на премії Муз-ТВ
Неодноразово брали участь та перемагали у премії й популярні українські виконавці: Софія Ротару, ВІА Гра, Верка Сердючка, Таїсія Повалій, Потап і Настя Каменських, Іван Дорн, Ані Лорак, Loboda та інші.